# Clubul vrăjitoarelor
Clubul vrăjitoarelor (în engleză The Craft) este un film de groază-comic-dramatic american din 1996, regizat de Andrew Fleming și cu actorii principali Robin Tunney, Fairuza Balk, Neve Campbell și Rachel True. Filmul se bazează pe un grup de patru fete care se ocupă de adolescență, care urmăresc vrăjitoria pentru câștigul lor, dar întâmpină repede repercusiuni negative. Filmul a fost lansat pe 3 mai 1996 de către Columbia Pictures și a fost un succes surpriză, câștigând 55 de milioane de dolari, cu un buget de 15 milioane de dolari americani.

## Rezumat
Sarah Bailey, o adolescentă cu abilități misterioase, pleacă din San Francisco pentru a se muta în Los Angeles împreună cu tatăl și mama ei vitregă. În noua școală, ea începe să se împrietenească cu Nancy, Bonnie și Rochelle, respinse de ceilalți elevi și despre care se zvonește că sunt vrăjitoare.
Când Bonnie o surprinde pe Sarah levitând un creion în clasă, cele trei își dau seama că Sarah este candidatul perfect pentru a-și finaliza Covenul (o denumire tradițională în engleză pentru o comunitate de vrăjitoare care se adună în mod regulat pentru a îndeplini ritualuri în timpul nopții de Sabat). 
Ele o vor prezenta pe Sarah divinității lor, Manon. Dar grupul descoperă repercusiunile negative ale practicilor lor și apar rivalități...

## Distribuție
- Robin Tunney – Sarah Bailey
- Fairuza Balk – Nancy Downs
- Neve Campbell – Bonnie Harper
- Rachel True – Rochelle Zimmerman
- Skeet Ulrich – Chris Hooker
- Cliff DeYoung – Mr. Bailey
- Christine Taylor – Laura Lizzie
- Breckin Meyer – Mitt
- Nathaniel Marston – Trey
- Helen Shaver – Grace Downs
- Assumpta Serna – Lirio
- William Newman – Street Preacher
- Brenda Strong – Doctor